# Wilfrid Brambell
Wilfrid Brambell, ibland Wilfred, född 22 mars 1912 i Dublin, Irland, död 18 januari 1985 i London, England, var en irländsk skådespelare.
Han medverkade i småroller i diverse filmer ända sedan 1935. För en brittisk publik är han mest känd som fadern och skrothandlaren Albert i komediserien Steptoe and Son, den engelska förlagan till svenska Albert & Herbert. Han hade även rollen som Paul McCartneys morfar i Beatles-filmen A Hard Day's Night 1964.
Han hade även rollen som Alice B. Toklas i den svenska Hasseåtage-filmen Picassos äventyr 1978.